# Уразмаметево
Уразмаме́тево (рос. Уразмаметево, чув. Тăрмăш) — присілок у складі Яльчицького району Чувашії, Росія. Входить до складу Сабанчинського сільського поселення.
Населення — 236 осіб (2010; 228 у 2002).
Національний склад:
- чуваші — 100 %